# Вацлав Говорка
Вацлав Говорка (чеськ. Václav Hovorka, 19 вересня 1931 — 14 жовтня 1996) — чехословацький футболіст, що грав на позиції нападника, зокрема, за празький клуб «Динамо», а також національну збірну Чехословаччини.

## Клубна кар'єра
У футболі дебютував 1953 року виступами за команду «Танкіста» (Прага), в якій провів два сезони. 
З 1955 по 1956 роки грав у складі команди «Банік» (Кладно).
Згодом перейшов до клубу «Динамо» (Прага), де і завершив професійну кар'єру футболіста у 1963 році. 
В 1959 році грав у складі команди «Спартак» (Усті-над-Лабем).

## Виступи за збірну
1958 року дебютував в офіційних матчах у складі національної збірної Чехословаччини. Протягом кар'єри у національній команді провів у її формі 4 матчі, забивши 2 голи.
У складі збірної був учасником чемпіонату світу 1958 року у Швеції, де зіграв з Північною Ірландією (0-1), ФРН (2-2) і Аргентиною (6-1).
Помер 14 жовтня 1996 року на 66-му році життя.